# Margot Budzisch
Margot Budzisch (geborene: Margot Barth; * 1935) ist eine deutsche Sportwissenschaftlerin und Hochschullehrerin.

## Leben
1968 schloss sie an der Humboldt-Universität zu Berlin ihre Doktorarbeit mit Thema „Über den Einfluß der systematischen und planmäßigen Kenntnisvermittlung im Sportunterricht auf die sportlichen Interessen und Neigungen“ ab. Zwischen 1977 und 1994 war Budzisch an der Humboldt-Uni Professorin für Theorie der Körperkultur. 1979 übernahm sie an der Hochschule die Leitung der Sektion Sportwissenschaft und hatte diese bis in die 1980er Jahre inne. Sie befasste sich unter anderem mit dem „Beitrag von Körperkultur und Sport auf die sozialistische Lebensweise“, die „Bedürfnisentwicklung und -befriedigung durch Körperkultur und Sport“, die „Einstellungsbildung in der sportlichen Tätigkeit“, dem Leistungsbegriff, dem Verhältnis von Persönlichkeitsentwicklung und sportlicher Höchstleistung, der „Kollektiverziehung im außerunterrichtlichen und außerschulischen Sport“, der „Persönlichkeitsbeurteilung im Leistungssport“, und dem Verhältnis von Sport und Marxismus-Leninismus.
Nach dem Ausscheiden aus dem Hochschuldienst veröffentlichte sie unter anderem Aufsätze in der Zeitschrift „Beiträge zur Sportgeschichte“, gehörte zu den Verfassern des 1999 veröffentlichten Buches „Doping in der BRD: ein historischer Überblick zu einer verschleierten Praxis“ und der im Jahr 2000 herausgegebenen „Chronik des DDR-Sports“.